# می‌خوام مورد ستایش قرار بگیرم
«می‌خوام مورد ستایش قرار بگیرم» (به انگلیسی: I Wanna Be Adored) ترانه‌ای از گروهٔ راک بریتانیایی استون روزز می‌باشد. این اثر اولین قطعه از نخستین آلبومشان تحت عنوان اسون روزز می‌باشد که در سال ۱۹۸۹ به‌عنوان تک‌آهنگ در آمریکا منتشر گردید. این تک‌آهنگ در سال ۱۹۹۰ در رتبهٔ ۱۸ جدول مدرن راک بیلبورد قرار گرفت. در سال ۱۹۹۱ این تک‌آهنگ در سایر نقاط جهان منتشر شد و شامل چند قطعهٔ بی-ساید بود که قبلا پخش نشده بودند.
نسخه‌های فیزیکی این تک‌آهنگ دیگر تولید نمی‌شوند و به‌شدت سخت پیدا می‌شوند.